# João Ribas Ramos
João Ribas Antunes Ramos (Lages, 15 de junho de 1910 — ?) foi um advogado e político brasileiro.
Filho de Manuel da Silva Ramos e de Joaquina Antunes Ramos.
Bacharel em direito pela Universidade Federal do Rio Grande do Sul.
Fundou o jornal Correio Lageano, juntamente com Almiro Lustusa Teixeira de Freitas.
Foi deputado à Assembleia Legislativa de Santa Catarina na 1ª legislatura (1947 — 1951) e na 2ª legislatura (1951 — 1955).